# パク・ユノ
パク・ユノ（韓国語: 박윤호、ラテン文字転写: Park Yoon-Ho、2003年4月3日 - ）は、韓国の俳優。

## 来歴
- 2023年6月12日に、NS ENM（韓国の事務所）のInstagramにて新人俳優として紹介・公開される[2]。
- 2023年12月4日に、韓国動画配信サービスU+モバイルtvにて配信された『夜になりました〜人狼ヲ探セ〜（英語版）』にホ・ユル役として出演。衝撃的なシーンをデビュー作にして見事に演じる。また、Amazon Prime Videoチャンネル「韓国ドラマ&エンタメ Channel K」にて日韓同時配信された[3]。
- 2024年11月7日に、グローバルショートドラマアプリ Viglooにて先行配信された「女ボス男子校へ行く」（制作：PLAYLIST）[4]に主演カン・シウォン役として出演。
- 2024年11月23日に、韓国のテレビチャンネルtvNより放送された『愛は一本橋で（英語版）』にヒロインの後輩、キム・ドンウン役として出演。同日、U-NEXTよりU-NEXTオリジナルとして日本初・独占見放題配信された[5]。学生時代の回想シーンに登場。ヒロインに片思いをしている役で、けなげに頑張る初々しさを演じている。
- 2025年1月23日に、韓国動画配信サービス TVINGにてオリジナル配信された『スタディーグループ（英語版）』[6]（原作：LINEマンガ公開作品 ）にイ・ヒョヌ役として出演。主演ではないものの、アクション的なシーンや涙のシーンなど、高い演技力でさまざまな表情を見せた。また、主人公が結成したスタディーグループ内のメンバーイ・ジウ（女優 シン・スヒョン演じる）と双子の役である。本物の姉弟ではないが、その顔のそっくりさに注目を集めている。なお、韓国での最終回配信2日後の2025年2月21日より、日本の配信サービスAbemaTVにて、日本初・独占配信が開始された[7][8]。
- 2025年2月28日、JYPエンターテインメントを親会社に持つINITエンターテインメントが、パクとの専属契約を明らかにした[9]。

## 出演作品
- 夜になりました〜人狼ヲ探セ〜（英語版）（2023年、U+モバイルtv） - ホ・ユル役
- 女ボス男子校へ行く[10]（2024年、PLAYLIST） - カン・シウォン役
- 愛は一本橋で（英語版）（2024年、tvN） - キム・ドンウン役
- スタディーグループ（英語版）[11]（2025年、TVING） - イ・ヒョヌ役
- いつかは賢いレジデント生活（2025年、tvN、Netflix） - ヨンチャン役
- 未知のソウル（英語版）（2025年、tvN、Netflix） - イ・ホス（高校生）役

## 書籍

### 雑誌連載
- DAZEDKOREA Spring Edition 2025